# الإجهاض في المكسيك

الإجهاض في المكسيك قضية مثيرة للجدل. يختلف وضعه القانوني بحسب الولاية. يُتاح هذا الإجراء عندما تطلبه أي امرأة حتى انقضاء اثني عشر أسبوعًا على الحمل في مدينة مكسيكو وولاية واهاكا، لكنه مقيد بشدة في الولايات الأخرى. في أبريل عام 2015، أُجريت 138,792 عملية إجهاض في العاصمة منذ إلغاء تجريمها في عام 2007. تختلف قوانين الإجهاض وإنفاذها باختلاف المناطق، ولكن في المناطق المحافظة من البلاد، تجري بشكل روتيني محاكمة النساء وإدانتهن بتهمة الإجهاض: أُدينت أكثر من 679 امرأة بسبب الإجهاض في الولايات ذات التوجهات المحافظة، مثل ولاية غواناخواتو.

## التاريخ
في عام 1931، أي بعد مرور أربعة عشر عامًا على صياغة دستور المكسيك الوطني، جابهت الحكومة المكسيكية الإجهاض بجعله غير قانوني، إلا في الحالات التي يحدث فيها الإجهاض بسبب إهمال الأم، أو يكون استمرار الحمل يعرض حياة الأم للخطر، أو في حالة الحمل الناتج عن الاغتصاب.
في عام 1974، أقرت المكسيك قانون لييه خينيرال دو بوبلاثيان «مصطلح باللغة الإسبانية يعني: قانون السكان العام» يلزم الحكومة بتقديم خدمات تنظيم الأسرة مجانًا في جميع مستوصفات الصحة العامة، وتوفير برنامج وطني لتنظيم الأسرة لتنسيق هذه الخدمات. في العام نفسه، عُدل الدستور المكسيكي للاعتراف «بحق كل مواطن مكسيكي في أن يقرر بحرية، وبطريقة مسؤولة ومستنيرة، عدد أطفاله والفترات الزمنية بين كل ولادة وأخرى». في عام 1991، أجازت ولاية تشياباس الإجهاض بشكل قانوني.
حتى تسعينيات القرن العشرين، وسعت الحكومة المكسيكية بشكل كبير نطاق خدماتها لتنظيم الأسرة لتصل إلى المناطق الريفية والأجزاء الأقل تحضرًا في البلد، ما قلل من أوجه عدم المساواة في خدمات تنظيم الأسرة وتوفير وسائل منع الحمل. تضاعف استخدام وسائل منع الحمل منذ عام 1976، لكن معدل الزيادة السنوي تباطأ في عام 1992، ثم توقف في السنوات الأخيرة.
وفقًا للبيانات التي قدمها معهد غوتماتشر لدراسة وتوعية وتعزيز الصحة والحقوق الجنسية والإنجابية، سجلت المكسيك في عام 1996 أدنى نسبة مئوية من النساء في أمريكا اللاتينية اللاتي خضعن لعملية إجهاض -امرأة بين كل أربعين امرأة- بمعدل اثنين فاصل خمسة بالمئة. في عام 2009، بلغ المعدل المحلي للإجهاض في المكسيك حوالي ثماني وثلاثين حالة إجهاض لكل ألف امرأة تتراوح أعمارهن بين خمسة عشر وأربعة وأربعين عامًا، وهو ما يعادل نسبة ثلاثة فاصل ثمانية بالمئة. تعتبر هذه المعدلات هامة بسبب قوانين مكافحة الإجهاض الصارمة التي تفرضها المكسيك، ولذلك قد لا تكون أدق انعكاس للبيانات الفعلية.

## قانونية الإجهاض
في الرابع والعشرين من أبريل عام 2007 أصلح أسامبلييه ليجيزلاتيف ديلاثيوداد دي ميخيكو أو (بالإسبانية: Asamblea Legislativa de Distrito Federal) أو الجمعية التشريعية لمدينو مكسيكو سيتي المواد من مئة خمسة وأربعين إلى مئة ثمانية وأربعين من القانون الجنائي والمادة الرابعة عشر من قانون الصحة، وكلها تتعلق بالإجهاض. ومن أصل ستة وستين عضوًا (من خمسة أحزاب مستقلة) في الجمعية التشريعية للعاصمة الاتحادية، وافق ستة وأربعون عضوًا على هذه التشريعات الجديدة. وسعت هذه التغيرات نطاق تطبيق القانون السابق، والذي سمح بالإجهاض قانونيًا في أربعة أحوال محددة. وفي المكسيك، تخضع إجراءات الإجهاض لتشريعات الولايات المحلية. في عام 2008، أصدرت المحكمة العليا للأمة، وهي المحكمة الاتحادية العليا للقضاء في الحكومة الفيدرالية المكسيكية، قرارًا تاريخيًا لم تجد فيه أي عائق قانوني أمام الدستور الاتحادي، ينص على «أن إقرار وجود حماية دستورية مطلقة للحياة في فترة الحمل من شأنه أن يؤدي إلى انتهاك الحقوق الأساسية للمرأة».
تجيز جميع قوانين العقوبات في جميع الولايات الإجهاض في حالات الاغتصاب، وتسمح جميعها، باستثناء ولايات: غواناخواتو، وغيريرو، وكيريتارو، به لإنقاذ حياة الأم. توسعت أربع عشرة حالة من أصل إحدى وثلاثين حالة من هذه الحالات لتشمل التشوهات الجنينية الشديدة، وأضافت إليها ولاية يوكاتان العوامل الاقتصادية عندما تكون الأم قد أنجبت ثلاثة أطفال أو أكثر من قبل. ومع ذلك، ووفقًا لجو تكمان من صحيفة الغارديان، لا توجد عمليًا أية ولاية تتيح إمكانية الإجهاض في الحالات المذكورة تقريبًا. كما أنها لا تحاكم الأطباء الذين يقومون بعمليات إجهاض آمنة غير قانونية، ولا الذين يقومون بهذه الممارسة بشكل أرخص سعرًا في الخفاء بشكل مهدد للحياة.
ولكن هناك بعض الاستثناءات. فمنذ عام 2007 في مدينة مكسيكو سيتي -المكان الذي يعيش حوالي سبعة فاصل سبعة وثمانين بالمئة من السكان- تقدم الإجهاض بناءً على طلب أي امرأة لم تتجاوز مدة حملها اثني عشر أسبوعًا، يعد هذا التشريع الذي تقره المدينة -بجانب كوبا وأوروغواي- واحدًا من أكثر التشريعات الليبرالية حول هذا الموضوع في أمريكا اللاتينية. وعلى النقيض من ذلك، أسفر الضغط السياسي الذي جرى مؤخرًا بالنيابة عن الكنيسة الرومانية الكاثوليكية المهيمنة، والحركات المناهضة للإجهاض عن تعديل أكثر من نصف دساتير الولايات، التي تُعرِّف الآن البويضة البشرية المُخصَّبة على أنها شخص له الحق في الحماية القانونية. واعتبارًا من الخامس عشر من أكتوبر عام 2009، لم تقم أي من هذه الولايات بإزالة استثناءاتها على الإجهاض لتعكس التغييرات في دستورها، ولكن وفقًا لمنظمة هيومن رايتس ووتش ومنظمة غير حكومية محلية أخرى، فإنه -على مدار السنوات الثماني الماضية- رفضت ولاية غواناخواتو ذات التوجهات المحافظة «أي التماس مقدم من ضحية اغتصاب حامل تطلب فيه الإجهاض»، وحُكم على حوالي مئة وثلاثين من سكانها بالسعي غير القانوني إلى الإجهاض أو بتقديمه. ومع ذلك، فإن الحكومة في هذه الأيام على علم بوجود مؤسسة تسمى لاس ليبريس دي غواناخواتو «الحرية لنساء غواناخواتو» تقدم خدمات الإجهاض والدعم للنساء المحتاجات، وتتجاهل وجودها.
وعقب إلغاء تجريم الإجهاض في ديستريتو فيدرال «الولاية الفيدرالية» المعروفة باسم مدينة مكسيكو سيتي، سنت ولاية باها كاليفورنيا وولاية سان لويس بوتوسي قوانين في عام 2008 تمنح حق «الإنسان» للجنين منذ لحظة الحمل.
في سبتمبر 2011، رفضت المحكمة العليا في البلاد إجراءين لإلغاء القوانين التي سنتها ولايتي باها كاليفورنيا وسان لويس بوتوسي بسبب عدم دستوريتهما. واعترفت المحكمة «بسلطة الهيئة التشريعية للولاية» في سن القوانين المتعلقة بهذا الموضوع. ومع ذلك، فإن قرارهم لا يعني تجريم أو عدم تجريم الإجهاض في المكسيك.

## قانون الولاية وقرارات المحاكم
قضت محكمة العدل الوطنية العليا في السابع من أغسطس عام 2019 بأن لضحايا الاغتصاب الحق في إجراء عملية الإجهاض في المستشفيات العامة، مع اشتراط الحصول على إذن من الوالدين بالنسبة للفتيات اللائي تقل أعمارهن عن اثني عشر عامًا.
في الخامس والعشرين من سبتمبر من عام 2019، أصبحت ولاية واهاكا الولاية الثانية -بعد مكسيكو سيتي- التي تلغي تجريم الإجهاض حتى اثني عشر أسبوعًا من الحمل. كان التصويت في المجلس التشريعي للولاية أربعة وعشرين صوتًا مع القرار واثني عشر صوتًا ضده. تشير التقديرات إلى أنه يُجرى تسعة آلاف عملية إجهاض غير قانونية في واهاكا كل عام، سبعة عشر بالمئة منها على نساء في عمر العشرين أو أقل. الإجهاض هو السبب الثالث لوفيات الأمهات، وهناك حاليًا عشرون امرأة في السجن بتهمة الإجهاض غير القانوني.